# Народноослободилачка борба народа Југославије
Народноослободилачка борба (НОБ) или Народноослободилачки рат (НОР) је појам којим се означава борба југословенских народа, предвођених Комунистичком партијом Југославије (КПЈ), за ослобођење од фашистичке окупације током Другог светског рата. Обухвата временски период од јула 1941. до маја 1945. године, на целокупној територији Југославије. У историографији бивше СФРЈ ова борба се називала — Народноослободилачки рат и социјалистичка револуција.
Главног непријатеља Народноослободилачке војске Југославије, су чиниле војне трупе сила Осовине, као и колаборационисти: усташе, четници, недићевци, љотићевци, балисти и Бела гарда. Победа је донесена поразом осовинских трупа маја 1945. године у сарадњи са совјетском Црвеном армијом и савезницима.

## 1941. година

### Априлски рат и окупација
Потписивање протокола о приступању Краљевине Југославије Тројном пакту, који су потписали председник Владе Драгиша Цветковић и министар иностраних послова Александар Цинцар-Марковић 25. марта 1941. године у Бечу, изазвало је велико незадовољство народа. Група официра, предвођена генералом Душаном Симовићем, извела је у ноћи 26/27. марта војни пуч којим је збачена Влада и Намесништво, на челу с кнезом Павлом, а краљ Петар II проглашен пунолетним и постављен на престо.
Народ је масовним демонстрацијама у Београду и другим већим градовима Југославије поздравио војни пуч и обарање Владе. Главне пароле биле су „Боље рат него пакт” и „Боље гроб него роб”. Иако званично није иступила из Тројног пакта, нова влада се плашила напада нацистичке Немачке, мада ништа конкретно није предузела за одбрану земље. На вест да је у Југославији извршен државни удар, Адолф Хитлер је наредио да се поред планираног напада на Грчку симултано изведе и напад на Југославију.
Напад на Југославију почео је, без објаве рата 6. априла 1941. године, бомбардовањем Београда и општим нападом са територија свих суседних земаља (изузев Грчке). У дванаестодневном рату оружане снаге Краљевине Југославије су претрпеле потпун пораз. Краљ и Влада су 15. априла побегли из земље, а два дана касније је потписана капитулација.
Одмах по уласку немачких јединица у Загреб, 10. априла 1941. године, Славко Кватерник је, у име усташког поглавника Анте Павелића, прогласио Независну Државу Хрватску, која се простирала на територији данашње Хрватске, Босне и Херцеговине и Срема. Словенију су поделили Италијани и Немци, Бачку и Нови Сад добили су Мађари, Банат Немци, Бугари су добили већи део Македоније и део југоисточне Србије, Италијани су добили Косово и преостали део Македоније и припојили тзв. „Великој Албанији”. Црна Гора је постала италијански протекторат. Преостали део Србије је био организован у тзв. државу под генералом Миланом Недићем.

### Припреме за устанак
Комунистичка партија Југославије указивала је на опасност од фашистичке агресије на Краљевину Југославију, још од 1938. године када је Немачка извршила аншлус Аустрије. На Петој земаљској конференцији КПЈ, одржаној октобра 1940. године у Загребу, оцењено је да у насталој ситуацији неопходно спречити увлачење Југославије у рат и при Централном комитету је формирана Војна комисија, која је имала задатак припрема отпор на војном плану и успостави контакте с антифашистички оријентисаним официрима у југословенској краљевској војсци.
Комунистичка партија је оштро протестовала и против одлуке Владе Цветковић-Мачек о приступању Југославије Тројном пакту. Одмах после војног пуча од 27. марта, комунисти су тражили да се организује одбрана земље, пусте сви политички затвореници и да се ухапсе сви профашистички настројени политичари. У данима напада Сила Осовине на Југославију КПЈ је позивала своје чланове, чланове Савеза комунистичке омладине Југославије, раднике и сељаке да се добровољно јављају у војску и бране земљу. ЦК КПЈ и месне организације су захтевале од војних команди да се наоружају радници и омладина.
На седници Политбироа ЦК КПЈ, 15. априла 1941. године у Загребу, указано је на неизбежност капитулације Југославије и одлучено да се даља борба против окупатора настави. На седници је формиран Војни комитет на чијем се челу налазио генерални секретар КПЈ Јосип Броз Тито. У Прогласу који је тада издат осуђено је стварање квислиншке НДХ и истакнуто да ће комунисти и радничка класа Југославије бити у првим редовима борбе и у њој истрајати до коначне победе.
У Прогласу поводом 1. маја ЦК КПЈ је истакао да ће КПЈ организовати и предводити борбу народа против окупатора и домаћих издајника. Почетком маја у Загребу је одржано саветовање ЦК КПЈ, којем су присуствовали сви представници националних и покрајинских руководства КПЈ (изузев из Македоније). На саветовању је констатовано да је неопходно окупити најшире народне масе, без обзира на политичке, националне и верске и друге разлике у јединствени народноослободилачки фронт. Одлучено је и да се по узору на Војни комитет при ЦК КПЈ формирају војни комитети при свим партијским руководствима у земљи.
У другој половини маја 1941. Јосип Броз Тито и једна део чланова Политбироа ЦК КПЈ су прешли из Загреба у Београд, чиме је он постао центар развијања устанка. Током маја и јуна 1941. године, у Југославији, је створена мрежа војних комитета при руководствима КПЈ која су радила на припреми устанка. Они су прикупљали оружје, муницију, санитетски материјал, стварали упоришта у квислиншким формацијама, одабирали и припремали људство за формирање партизанских одреда, организовали војне и санитетске курсеве и обавештајну службу. У већим градовима организоване су илегалне ударне групе које су изводиле саботаже и диверзије. Посебна пажња посвећена је повратку у земљу учесника Шпанског грађанског рата, који су се налазили по логорима у Француској.

### Устанак
После напада Сила Осовине на Совјетски Савез, 22. јуна 1941. године, Политбиро ЦК КПЈ је одржао хитну седницу и упутио проглас народима Југославије у коме их је позивао на оружану борбу против окупатора. Само неколико дана затим, 27. јуна, на седници Политбироа ЦК КПЈ формиран је Главни штаб Народноослободилачких партизанских одреда Југославије, за чијег је команданта изабран генерални секретар КПЈ Јосип Броз Тито.
На седници Политбироа ЦК КПЈ одржаној 4. јула 1941. године у вили Владислава Рибникара у Београду, одлучено је да се од саботажа и диверзија пређе на општи устанак и да партизански рат буде основна форма развијања устанка. Састанку су присуствовали: Јосип Броз Тито, Александар Ранковић, Милован Ђилас, Светозар Вукмановић Темпо, Иво Лола Рибар, Сретен Жујовић и Иван Милутиновић. На састанку су поједини чланови ЦК упућени у разне крајеве земље ради помоћи у организовању и руковођењу оружаном борбом.
- Србија (7. јул) — мањи оружани сукоби, до којих је долазило у периоду мај-јун, прерасли су 7. јула, после акције Рађевачке партизанске чете под командом Жикице Јовановића Шпанца у Белој Цркви, у масовни устанак, који се развио током августа и септембра и проширио на територију читаве Србије.[7]
- Црна Гора (13. јул) — почетне акције партизанских одреда прерасле су 13. јула у општенародни устанак (тзв. Тринаестојулски устанак) у коме је за неколико дана ослобођен већи део Црне Горе (изузев градова) и заробљено 4.000 италијанских војника.[9] Иако је устанак убрзо угушен, он је имао великог подстицаја за даље ширење НОБ-а у Црној Гори.[7]
- Словенија (22. јул) — оружане акције партизанских чета отпочеле су 22. јула у Горењском и Штајерској, а током августа прошириле су се на територију читаве Словеније.[7]
- Босна и Херцеговина (27. јул) — још у току јуна месеца у Херцеговини је дошло до оружаних борби између припадника српског народа и усташа. Масовни устанак отпочео је 27. јула нападом и ослобођењем Дрвара, а убрзо је обухватио Босанску крајину и читаву БиХ. Ослобођени су градови: Босанско Грахово, Гламоч, Мркоњић град, Власеница, Сребреница, Маглај и др.[7]
- Хрватска (27. јул) — прва жаришта устанка створена су током јула и августа на подручју Лике, Кордуна, Баније и Славоније, а касније и у Далмацији и Горском котару. Прва већа устаничка акција изведена је 27. јула нападом герилских одреда на Срб. У Хрватској је 22. јуна формиран и први партизански одред у Југославији — Сисачки партизански одред.[7]
- Македонија (11. октобар) — устанак је каснио због става Методија Шаторова да ПК КПЈ за Македонију прикључи Бугарској КП. После образовања новог Покрајинског комитета у току августа и септембра формирана су три партизанска одреда. Нападом Прилепског партизанског одреда на Прилеп, 11. октобра, отпочео је оружани устанак.[7]

Партизански одреди у Југославији су, током лета 1941. године, нанели озбиљне ударце противничким снагама и запленили већу количину оружја. То је омогућило даље нарастање и бројно јачање партизанских одреда, који су од неколико десетина израсли у јединице са више стотина бораца. Стварањем слободних територија, многе комуникације биле су пресечене или изложене нападима. Због диверзантских активности на комуникацијама, окупатори и њихове присталице су били присиљени да одвајају знатне снаге за њихово обезбеђење.
У Београду, Загребу, Љубљани, Нишу, Сплиту, Мостару, Сарајеву, Земуну и другим градовима уништавани су важни објекти, паљена транспортна средства, вршени атентати и др. Ударне и диверзантске групе су вршиле нападе на окупаторске војнике и официре, патроле, страже, уништавале су складишта, хангаре, ослобађале таоце и заробљенике, рушили су железничке пруге, кидале телефонске и телеграфске жице и др. Посебан значај имале су мање Ударне групе сачињене од 2-3 особе, углавном омладинаца.

### Стварање слободних територија
Током лета 1941. године створено је неколико слободних територија. Највећа и најпознатија слободна територија била је тзв. Ужичка република, формирана током августа и септембра 1941. Налазила се налазила на простору западне Србије и Шумадије и обухватала скоро сву област између Дрине, Саве, Београда, Смедерева и Јужне Мораве (око 2/3 целокупне територије уже Србије). Била је повезана са слободним територијама у источној Босни, Санџаку, јужној и источној Србији. На овом простору били су ослобођени градови: Ужице, Чачак, Горњи Милановац, Крупањ, Лозница, Бајина Башта и Пожега, а изоловани окупаторски гарнизони у Шапцу, Ваљеву, Краљеву, Крагујевцу, као и нека места дуж пруге Београд-Ниш. На ову слободну територију дошао је, половином септембра, део ЦК КПЈ и Главног штаба НОПОЈ-а и Јосип Броз Тито. Посебан значај на јачање НОБ-а имало је саветовање Главног штаба, које је одржано 26. септембра у Столицама, на којем су дате смернице за даље развијање и јачање устанка. Ова слободна територија изгубљена је у тешким борбама током Прве непријатељске офанзиве, крајем новембра и почетком децембра.
Слободна територија у Црној Гори створена је током Тринаестојулског устанка и обухватала је 3/4 њене територије, са градовима Андријевица, Грахово, Жабљак, Колашин, Бијело Поље, Беране и Даниловград. Ова територија се делимично одржала и после италијанске јулске офанзиве и постојала је све до пролећа 1942. године. У оружаном устанку током јула и августа 1941. године створена је пространа слободна територија у западној Босни (називана и Дрварска република), средњој и источној Босни. Оне су биле међусобно повезане, али су се знатно смањиле појавом четника и нападом италијански, усташких и домобранских снага, почетком септембра 1941. године. Током јула и августа у Хрватској су створене слободне територије на подручју: Лике, Кордуна, Баније, Горског котара, Далмације и Славоније. Оне су се смањиле после напада италијанских, усташких, домобранских и четничких снага у јесен 1941. године. Најорганизованија слободна територија у Хрватској била је на Кордуну. У Словенији је образована мања слободна територија на подручју Горењског у децембру 1941. која је крајем месеца изгубљена у нападу немачких снага.

### Прва непријатељска офанзива
Због размера ослободилачке борбе у Југославији немачко-италијански окупатор је било принуђен да довуче нове снаге из других окупираних земаља и са фронтова. Италијани су у току јулске офанзиве у Црној Гори ангажовали дивизије из Италије и Албаније. Италијани су, такође, морали да интервенишу и на подручју НДХ, јер домобрани и усташе нису били у стању да одрже „ред и мир”. Немци су у Србији пребацили дивизију и полицијске јединице из Француске, једну дивизију са Источног фронта, ојачани пук из Грчке, и полицијске јединице из Немачке. Са тако ојачаним снагама окупатори су крајем лета и у јесен 1941. године извели више офанзивних операција, у намери да униште поједина жаришта устанка. Делови италијанске Друге армије почели су крајем августа операције у Херцеговини, западној Босни, Лици и Кордуну. Немци су половином септембра покренули велику офанзиву у Србији (тзв. Прва непријатељска офанзива) која је трајала до децембра. У овој офанзиви учествовало је шест немачких дивизија и разне квислиншке јединице. Током ове офанзиве вођене су многе борбе, а најпознатија је борба на Кадињачи, када су изгинули сви борци Радничког батаљона Ужичког НОП одреда бранећи одступницу народу и партизанима који су се повлачили из Ужица. За време ове офанзиве Главнина партизанских снага из западне Србије и Врховни штаб НОПОЈ-а су се повукли у Санџак. Упоредо са овом операцијом, покренуто је још неколико офанзива на партизанске одреде у Војводини, Славонији, Горском котару, Далмацији и Хрватском приморју.
После повлачења у Санџак, Врховни штаб је реформисао снаге које су се повукле из Србије и од тих јединица и од јединица из Црне Горе формирао, 21. децембра 1941. године у Рудом, Прву пролетерску ударну бригаду. Од остатка снага је 1. марта 1942. године у Чајничу формирана и Друга пролетерска НОУ бригада.

### Терор окупатора
Током операција против партизана окупатор је вршио репресалије и терор над цивилним становништвом. Паљена су села, пљачкана имовина, масовно уништавано становништво, жене, деца, старци. десетине хиљада људи је одведено у концентрационе логоре на подручју Југославије (Јасеновац, Стара Градишка, Бањица, Сајмиште, Шабац, Ниш и др) и у познате логоре широм Европе (Бухенвалд, Дахау, Аушвиц, Маутхаузен и др). Десетине хиљада људи одведено је на присилни рад у Немачку. Масовне злочине Немци су извршили током Прве непријатељске офанзиве у Србији. У Крагујевцу и Краљеву је извршен масовни покољ у којем је убијено више хиљада људи, међу којима и ђаци Крагујевачке гимназије. Масовни покољи вршену су и у Шапцу, Мачви, Београду и другим местима.

## 1942. година

### Друга непријатељска офанзива
Почетком 1942. године, криза НОП-а, која је наступила у Србији, после Прве непријатељске офанзиве, проширила се и на источну Босну где је појавом четника, дошло до осипања партизанских партизанских одреда. Да би спречио тај процес и средио ситуацију Врховни штаб НОПОЈ-а се са Првом пролетерском бригадом пребацио у источну Босну, што је довело до јачања оружане борбе у овој области.
Немачка Врховна команда за Југоисток пренела је 15. јануара своја дејства на источну Босну, чиме је почела нове операције против НОП-а (тзв. Друга непријатељска офанзива). Четнички штабови су издали наређење својим јединицама да не пружају отпор Немцима. Немци и усташе су продрли на слободну територију дуж комуникација и успоставили усташке и домобранске гарнизоне у неколико места. У току ове офанзиве делови Прве пролетерске бригаде су извели у најтежим климатским условима Игмански марш.
Током марта 1942. године Прва и Друга пролетерска бригада су поново ослободиле већи део ове територије. У то време партизански одреди контролисали су већи део Црне Горе, Херцеговине, Санџака и источне Босне, а слободне територије на тим подручјима биле су међусобно повезане. У ослобођеној Фочи се од јануара до маја 1942. године налазило средиште Врховног штаба и ЦК КПЈ. За време свог боравка у Фочи, Врховни штаб је у јануару формирао Добровољачку војску Југославије, а у фебруару донео Статут Пролетерских бригада који је имао великог утицаја на даљи развој јединица Народноослободилачке војске.

### Поход у Босанску крајину
У офанзиви удружених немачких, италијанских, усташких и четничких снага у пролеће 1942. године против партизана у источној Босни, Црној Гори, Санџаку и Херцеговини (тзв. Трећа непријатељска офанзива) партизанске снаге су биле присиљене на повлачење. Неке јединице су се распале, сва слободна територија била је изгубљена, а НОП је запао у привремену кризу. Главнина партизанских снага из Црне Горе, Санџака и мањи део из Херцеговине, повлачила се под борбом, по плану Врховног штаба, ка тромеђи Босне, Херцеговине и Црне Горе, где су од тих снага образоване три нове бригаде (Трећа санџачка, Четврта и Пета црногорска) и Херцеговачки партизански одред. ЦК КПЈ и Врховни штаб ДВ и ПОЈ је одлучио да са Групом пролетерских бригада пренесе тежиште оружане борбе у Босанску крајину ради повезивања са крајишким и хрватским партизанима и стварања веће слободне територије.
У ово време оружана борба на овом подручју је имала широке размере нарочито на Грмечу и Козари, због чега су Немци и усташе предузели операције, ангажујући око 45.000 војника против Другог крајишког НОП одреда, јачине око 3.500 бораца. Борбе су трајале од 10. јуна до 18. јула 1942. године и спадају у ред најтежих и најдраматичнијих битки у НОБ-у. Током маја и јуна партизани у Босни су располагали и са два авиона (пилоти Фрањо Клуз и Руди Чајавец), која су извела неколико борбених акција.
Поход групе пролетерских бригада почео је 24. јуна 1942. и после спајања с партизанским снагама у западној Босни и Хрватској прерастао је у офанзиву која је трајала до почетка 1943. године. Пета пролетерска бригада и Херцеговачки НОП одред остали су једно време на тромеђи, ради заштите централне партизанске болнице, а затим су се заједно са рањеницима пробили у западну Босну. До почетка 1943. године ослобођени су градови: Бихаћ, Коњиц, Прозор, Горњи Вакуф, Дувно, Ливно, Кључ, Гламоч, Мркоњић град и Јајце. Преносећи дејства у долину Уне, Врховни штаб НОВ и ПОЈ је планирао да разбије посаде непријатељских гарнизона у долини Уне и Цазинској крајини и тако споји слободне територије западне Босне и Хрватске.

### Бихаћка република
У Бихаћкој операцији, у првој половини новембра 1942. године, ослобођени су Бихаћ, Босанска Крупа, Подград, Велика Кладуша, Цетинград и Подцетин, а затим дејствима према средњој Босни ослобођени су поново Мркоњић град и Јајце, а затим Скендер Вакуф, Котор Варош, Теслић и Прњавор. Тиме је била створена велика слободна територија од око 48.000 km², која се простирала од Карловца до Неретве и од реке Босне до Јадранског мора. Преко Горског котара и Покупља, била је повезана са слободном територијом у Словенији. Бихаћ је био центра те територије, па се она чето назива и Бихаћка република. У њему је било седиште Врховног штаба НОВ и ПОЈ и ЦК КПЈ, све до краја јануара 1943. године.
Приливом нових бораца и запленом велике количине оружја било је омогућено формирање нових бригада, којих је укупно до новембра било укупно 28. Врховни штаб је 1. новембра 1942. године формирао Народноослободилачку војску Југославије, стварањем првих дивизија и корпуса. Децембра 1942. године Врховни штаб је усмерио главнину својих снага према долинама Саве и Босне и ка средњој Далмацији, ради разбијања непријатељских снага и дејстава на комуникације. Тако су Прва пролетерска и Трећа ударна дивизија пребачене из западне у средњу Босну, Први босански и Први хрватски корпус усмерени су на непријатељске гарнизоне у долинама Сане и Уне, а Друга пролетерска дивизија и јединице Четврте оперативне зоне Хрватске приступиле су разбијању четника у Книнској крајини.

### Формирање АВНОЈ-а
По доласку у Босанску крајину ЦК КПЈ и Врховни штаб НОВ и ПОЈ су предузели мере за изграђивање система револуционарне власти на ослобођеној територији. Септембра 1942. године дата су упутства о организацији нароне власти на ослобођеној територији, којима су Народноослободилачки одбори (НОО) проглашени за сталне органе власти. Крајем 1942. године у 30 срезова слободне територије одржани су избори за месне, општинске, среске и окружне НОО.
Формиране су и антифашистичке организације: Антифашистички фронт жена (АФЖ), на конгресу 6. децембра у Босанском Петровцу и Уједињени савез антифашистичке омладине Југославије (УСАОЈ), на конгресу 27. децембра у Бихаћу, који су окупљали широке народне масе. На хиљаде људи, жена и омладине из ових организација, сврстаних у радне чете, батаљоне и бригаде предузимали су низ акција за отклањање последица ратних дејстава на ослобођеној територији, а рушењем пруга, друмова, сабирањем летине и на друге начине олакшавали су борбена дејства НОВЈ. Преко ових организација снажно се манифестовало јединство народа у борби против окупатора.
На иницијативу ЦК КПЈ и Врховног штаба НОВ и ПОЈ, 26. и 27. новембра 1942. године одржано је Прво заседање Антифашистичког већа народног ослобођења Југославије (АВНОЈ) у Бихаћу, на коме је присуствовало 54 делегата. На овом заседању АВНОЈ је конституисан у општенационално и општепартијско политичко представништво Народноослободилачке борбе народа Југославије. На заседању је конституисан и Извршни одбор АВНОЈ-а, који је руководио радом НО одбора и имао обележје владе. Поред мера предузетих на привредном плану, он је улагао и напоре на решавању социјалних, просветних и здравствених проблема на ослобођеној територији, али је отпочео и акцију за међународно признање Народноослободилачког покрета.

### Развој НОБ-а у другим крајевима Југославије током 1942.
Почетком 1942. године у западној Србији и Шумадији је дошло до привременог јењавања оружане борбе. Тежиште борби пренето је на јужну Србију, где је формирана велика слободна територија, која се простирала од Јастрепца до Кукавице и од Суве планине до Власотинаца, где су образована снажна жаришта устанка: Топлица, Јабланица, Пуста река, Кукавица, Црна Трава и Јастребац. Непријатељ је успео да привремено овлада овим подручјем и нанесе тешке губитке партизанским одредима, који су наставили дејства под веома тешким условима.
Партизанске јединице у Санџаку водиле су, почетком 1942. године, тешке борбе против италијанских снага, недићеваца, љотићеваца, четника и муслиманске фашистичке милиције. После тешких борби партизани су били присиљени да се повуку из Санџака у Босну и Црну Гору. Партизанске снаге и организације КПЈ у Банату, Бачкој и Барањи претрпеле су тешке губитке, што је довело до застоја у оружаној борби, док се тежиште НОБ-а У Војводини током 1942. године пренело на Срем. У Македонији је образовано више партизанских одреда који су у пролеће 1942, започели акције против Бугара.
У западним деловима Југославије, оружана борба је у зиму и пролеће 1942. године добила још шири замах. Партизански одреди су израсли у чврсте војне формације и у многим акцијама нанели знатне губитке непријатељу. У западној и средњој Босни дејствовало је пет партизанских одреда који су имали велику слободну територију. Ослобођењем Приједора, маја 1942, спојене су слободне територије Козаре и Подгрмеча. У Хрватској су проширене слободне у Лици, Банији, Кордуну, Горском котару и повезане са слободном територијом у западној Босни, У Далмацији је појачана активност партизана и на мору. У Славонији је такође створена слободна територија, а партизанске снаге на Калнику, Билогори и Мославини бројно су ојачале. Ни више офанзивних операција непријатеља, изведених у овом периоду, нису могле да спрече све већи полет НОБ-а у Хрватској.
У Словенији је у рано пролеће 1942. године дошло до снажног развоја оружане борбе, а на подручју Долењског и Нотрањског створена је пространа слободна територија. Ради јачања устанка у Горењској и Штајерској извршен је поход Друге групе партизанских одреда у Штајерску (тзв. Поход у Штајерску).
Као одговор на успехе НОБ-а у 1942. години окупатори су предузели читав низ већих операција, које су започеле Другом непријатељском офанзивом у источној Босни, јануара 1942. Ове офанзивне операције су у периоду април-јун захватиле Црну Гору и Херцеговину; Босанску крајину, подручје Козаре у јуну и јулу; Хрватску, подручје Кордуна у мају, Банију у августу, Далмацију у октобру; Словенију у јуну и јулу (тзв. Рошка офанзива); Срем у августу и септембру и у Србији од јула до августа (тзв. Аћимовићева офанзива). Поред ових већих операција, окупатор је извео и низ локалних акција.
Крајем 1942. године дошло је до развоја НОБ-а у јужној Србији, Македонији и на Косову, где су дејствовали партизански одреди „Зејнел Ајдини” и „Емин Дураку”. У Црној Гори, Санџаку и Херцеговини месна руководства КПЈ и мање партизанске снаге су дејствовале под веома тешким условима. У Срему је оружана борба доживела веома широке размере због чега је окупатор у августу покренуо велику офанзиву против партизана на Фрушкој гори. Операција није успела, а непријатељ је побио око 6.000 људи, жена, деце и стараца, а око 10.000 похапсио. Партизанска дејства на мору у 1942. години доживела су снажан успон, и сем Далмације, захватила су и Хрватско приморје. На већини острва формиране су партизанске чете и групе.

## 1943. година

### Битка на Неретви
Плашећи се могућности искрцавања савезничких трупа на Балкан, немачка Врховна команда је одлучила да по сваку цену уништи оружане снаге НОП-а. Договором са Италијанима одлучено је да спроведу операцију Вајс (тзв. Четврта непријатељска офанзива). Операције су почеле 20. јануара 1943. године и захватиле су у првој фази територију Баније, Кордуна, Лике, Далмације и Босанске крајине. У тим операцијама биле су ангажоване јаке непријатељске снаге: 5 немачких и 4 италијанских дивизија и знатне снаге усташа, домобрана и четника.
У току првог дела офанзиве јединице Првог хрватског и Првог босанског корпуса пружиле су јак отпор, али је непријатељ успео да привремено овлада делом ослобођене територије. За то време Врховни штаб НОВ и ПОЈ је са Главном оперативном групом, коју је чинило пет дивизија (Прва и Друга пролетерска, Трећа ударна, Седма банијска и Девета далматинска дивизија), предузео противофанзиву у правцу Херцеговине и Црне Горе, да би разбио окупаторске и четничке снаге и створио услове за продор у Србију. Пошто је успела да уништи италијанске снаге у долини Раме и на средњем току Неретве, између Коњица и Јабланице, Главна оперативна група са Врховним штабом и око 3.500 рањеника привукла је на Неретву крупне непријатељске снаге. Окружене на том правцу, снаге НОВЈ биле су приморане да воде битку за спасавање рањеника. Битка је трајала месец дана, од 15. фебруара до 15. марта, када су последње јединице НОВЈ прешле на леву обалу Неретве. Главна оперативна група се са рањеницима пробила из окружења и извршила продор у Херцеговину и Црну Гору, разбивши притом знатне четничке снаге, које су бројале око 26.000 четника. Разбијањем четника на Неретви, почело је осипање њихових јединица на овој територији.
Пораз четника на Неретви и неуспех уништења јединица Врховног штаба, имало је за последицу даље јачање Народноослободилачког покрета и стварање нове велике територије у Црној Гори, Херцеговини, Санџаку и источној Босни. Такође битком на Неретви, олакшана је ситуација за јединице Првог хрватског, а посебно Првог босанског корпуса, јер су главне снаге непријатеља биле ангажоване према Неретви. Јединице Првог босанског и Првог хрватског корпуса успеле су за кратко време да поврате своје изгубљене територије, које су држали пре офанзиве.

### Битка на Сутјесци
Неуспехом Операције Вајс, није само пропао план немачке Врховне команде о уништењу главнине снага НОВЈ, већ им је продор тих снага на исток створио нове проблеме и опасности. Посебну опасност за Немце представљало је приближавање Главне оперативне групе НОВЈ Србији и могућност снажнијег распламсавања борбе у том делу земље, чиме би знатно порастао значај југословенског ратишта у међусавезничком оквиру. И даље страхујући од могућности инвазије савезника на Балкан, Немци су схватили да у новонасталој ситуацији НОВЈ представља непосредну опасност за њихове планове на Балкану, а нарочито Главнина снага НОВЈ, која би, евентуално, својим продором ка долини јужне Мораве и Вардара могла да озбиљно угрози везе са њиховим снагама у Грчкој.
Због тога немачка Врховна команда је предузела нову офанзиву против снага НОВЈ у Херцеговини, Црној Гори и Санџаку, ради њиховог уништења. Офанзива је почела 15. маја и трајала је до 15. јуна 1943. године. У овој офанзиви учествовало је 5 немачких и 3 италијанске дивизије, 2 бугарска пука и 1 усташка брдска бригада — укупно 127.000 војника, против 19.700 партизана, међу којима око 4.000 рањеника. У тој најтежој и најдраматичнијој бици током НОБ-а, група од пет дивизија и две самосталне бригаде са Врховним штабом, збијена на малом и тешком терену, изнурена непрекидним борбама, маршевима и глађу, морала је уз изванредне напоре и жртве (погинула је 1/3 бораца) да пробије неколико непријатељских обруча. Врховни штаб је стално био на тежишту борби, а Врховни командант Јосип Броз Тито (који је рањен 9. јуна) је непосредно утицао на дејства јединица.

### Развој НОБ-а у другим крајевима Југославије током 1943.
За време Четврте и Пете непријатељске офанзиве, снаге НОВЈ на другим подручјима се по директиви Врховног штаба НОВ и ПОЈ, појачале борбена дејства. Тако су у Словенији упоредо са појачаном војном и политичком активношћу против Беле гарде, партизанске снаге нападале су и рушиле железничку пруге и окупаторске снаге дуж њих. НОП је захватио и Корушку, а у Словеначком приморју је знатно јачао. После непријатељске офанзиве у Славонији марта 1943. године (тзв. Псињско-папучка операција), јединице НОВЈ прошириле су слободну територију у Славонији, Мославини и Подравини, а после образовања Први славонски народноослободилачки корпус|Првог славонског корпуса, маја 1943. ослободиле су и већи део Пожешке котлине. Диверзантским акцијама на прузи Београд-Загреб, у великој мери је ометан саобраћај.
Први хрватски корпус је поново ослободио већи део Лике, Кордуна и Баније. У исто време у Истри су створена многа упоришта НОП-а. У западној Босни Први босански корпус је ослободио већи део територије коју је држао, пре Четврте непријатељске офанзиве и контролисао је већи део средње Босне. Када је маја 1943. Први босански корпус подељен на два корпуса, нови Први босански корпус (од октобра Трећи босански корпус) је упућен у источну Босну где је проширио слободну територију, а Други босански корпус (од октобра Пети босански корпус) је наставио дејства у западној и средњој Босни. Од јула 1943. у источној Босни је дејствовала и 16. војвођанска дивизија.
У источној Србији је дејствовао Тимочки и Пожаревачки, а у западној Србији и Шумадији обновљени су партизански одреди: Шумадијски, Ваљевски, Космајски и Чачански, који су појачали активност на рушењу комуникација и у борби против немачких, бугарских и осталих јединица. У јужној Србији дошло је до јачања оружане борбе и стварања слободне територије на подручју Топлице, Јабланице и у Црној Трави. У Срему су партизанске снаге знатно бројно порасле, а један део је пребачен у источну Босну, док је други дејствовао у Срему и нарочито диверзантским акцијама ометао саобраћај. Била су појачана дејства на Косову и у Санџаку. У Македонији је после, стварања КП Македоније, марта 1943. године, дошло до снажнијег полета оружане борбе, нарочито у њеном источном делу. Ради успешнијег дејства НОП-а, територија Македоније је подељена на пет оперативних зона, а формирана су и три нова партизанска одреда и створене прве слободне територије у Тиквешу, Дебарцима и Преспи.
Упоредо са покушајима да униште Главнину снага НОВЈ, окупатори су извели и низ мањих операција против партизана на острвима и у обалском подручју. Упркос томе прва половина 1943. је била период најуспешнијих дејстава морнаричких јединица НОВЈ, за време италијанске окупације. У Подгори је 23. јануара формиран Одред ратне морнарице јужне Далмације, у чијем је саставу била флота од 2 наоружана рибарска брода. Поред успешних акција у Хварском и Неретванском каналу, дејства на мору су пренета даље на север у Велебитски канал. Иако су Италијани у то време имали јаку флоту, партизанске снаге су успеле да изврше напад на 103 брода и чамаца; од чега су успели да заплене 37 бродова.
Размера операција у Југославији и снажно нарастање НОП-а, с краја зиме 1942. и у почетку 1943. године знатно су ојачали међународну позицију НОП-а. У вези с тим Британци су послали, априла 1943, своје прве представнике на слободну територију, а у мају и своју војну мисију у Врховни штаб НОВ и ПОЈ.

### Капитулација Италије
После искрцавања англо-америчких снага на Сицилију, 10. јула и пада Владе Бенита Мусолинија, 25. јула 1943. године, дошло је до очекивања скорог повлачења Италије из рата. У вези с тим Врховни штаб НОВ и ПОЈ је извршио низ војних и политичких припрема. У италијанску окупациону зону и ближе обали упућен је део снага НОВЈ, као помоћ тамошњим партизанским јединицама. Немачка врховна команда, је такође, у страху од скоре капитулације Италије, предузела посебне мере. Августа 1943. године завршена је реорганизација немачког командовања у Југославији и Грчкој, а у Београду је формиран Штаб групе армија „Ф”, чији је командант истовремено био и Врховни заповедник Југоистока. Њему су били подређени: група армија „Е” у Грчкој; немачке јединице на територији НДХ; бугарски оклопни корпус, Српски добровољачки корпус и Српска државна стража и бугарска Пета армија. Непосредно пре капитулације Италије, део немачких снага пребачен је ближе јадранском обалском подручју да би брже могле разоружати италијанске снаге на Балкану и запосести најважније луке у Далмацији и Албанији.
Правовременим ангажовањем јединица НОВЈ, њиховим брзим и енергичним дејством и непосредним масовним учешћем народа у Истри, Словеначком приморју, Словенији, Хрватском приморју, Далмацији и Црној Гори, разоружан је, приликом капитулације Италије, 8. септембра 1943. године, већи део италијанске окупационе армије и, у знатној мери, осујећен план немачке Врховне команде да то у потпуности учине немачке јединице. У то време више од половине југословенске територије, укључујући знатан део јадранске обале и острва, било је ослобођено. Дошло је до новог полета НОБ-а и масовнијег прилива нових бораца у НОВЈ, тако да је од капитулације Италије до краја 1943. године формирано 56 нових бригада, од којих су неке ушле у састав 8 нових дивизија, а од њих су формирана 4 нова корпуса. Од заробљених тенкова формиране су тенковске јединице, а у Ливну је формирана и Прва ваздухопловна база. Врховни штаб НОВ и ПОЈ је 18. новембра 1943. формирао и Морнарицу НОВЈ, која је обједињавала рад дотадашњих морнаричких команди.
Ради стабилизације ситуације у Југославији и повраћаја јадранске обале, Немци су морали да упуте нове јединице. Главна интервенција немачких снага за поседање јадранске обале с залеђем, уследила је у октобру и новембру 1943. године (тзв. Октобарска офанзива). У оштрим борбама Немци су привремено запосели Словеначко приморје, Истру, Горски котар и Хрватско приморје. Крајем септембра запосели су Сплит, а половином октобра и почетком новембра острва испред Шибеника и полуострво Пељешац. Морнарица НОВЈ је тада на острва Хвар и Брач пребацила Прву, Девету и Једанаесту далматинску бригаду, четири партизанска одреда и неколико хиљада избеглица — укупно 15.000 људи. Настављајући поседање обале и острва Немци су у новембру запосели острва Велики и Мали Древник и искрцали се на Крк, Црес и Лошињ. У очекивању немачког напада на острва средње и јужне Далмације, Штаб Осмог далматинског корпуса НОВЈ је одлучио да их све брани. Поред јединица 26. далматинске дивизије у одбрани острва су учествовали и локални партизански одреди. Када су Немци, крајем децембра 1943, заузели острво Корчулу, Оперативни штаб је донео одлуку о повлачењу на острво Вис. Тако је Морнарица НОВЈ у четворомесечним борбама за обалу, задржала операцијску основицу Дуги оток-Корнати-Жирје-Вис-Ластово и заједно са јединицама 26. дивизије, савезничким поморски и ваздушним снагама наставила борбена дејства. Острво Вис је постао бастион НОВЈ и центар поморских веза са Савезницима у јужној Италији и са партизанима на оству и копну. Хиљаде избеглица са обале и осталих острва евакуисани су преко Виса у Италију и Египат, као и велики број рањеника из јединица НОВЈ који су упућивани у болнице у Италији.
Успостављањем чвршће везе између обале и јужне Италије, преко острва Вис, још више је допринело да истина о НОБ-у, брже продре. То је утицало да се хиљаде Словенаца и Хрвата из Словеначког примирја и Истре определе за НОП, затим на прикупљање бивших логораша који су се налазили у Италији. У јужној Италији формиране су прекоморске бригаде, које су пребациване преко острва Виса и учествовале у НОБ-у.
Размера борби у Југославији, ангажовање све већег броја немачких снага и успеси НОВЈ, потврдили су раније уверење Савезника о значају НОР-а. То је видно испољено упућивањем нове, англо-америчке војне у Врховни штаб. На конференцији тројице водећих шефова анти-Хитлеровске коалиције у Техерану, новембра-децембра 1943. године, одлучено је да се НОВЈ и материјално помогне. Фебруара 1944. године у Врховни штаб је стигла и совјетска војна мисија.

### Друго заседање АВНОЈ-а
У околностима у којима је НОП постигао велике војне и политичке успехе у Југославији на унутрашњем и савезничком плану, створени су услови да се убрза процес изграђивања нове југословенске државе. На другом заседању Антифашистичког већа народног ослобођења Југославије, одржаном 29. и 30. новембра 1943. године у Јајцу, којем је присуствовало 142 делегата из читаве Југославије, осим из Македоније и Санџака, одлучено је да се:
- АВНОЈ конституише у врховно законодавно и извршно представничко тело Југославије;
- успостави Национални комитет ослобођења Југославије (НКОЈ) као орган са свим обележјима народне владе, преко којег ће АВНОЈ вршити своју извршну функцију;
- југословенској избегличкој влади одузму права законите владе Југославије и да се краљу Петру забрани повратак у земљу;
- Југославија изгради на демократском федеративном принципу.

Скупштина је изабрала Председништво АВНОЈ-а, које је, у име АВНОЈ-а, именовало чланове НКОЈ-а, на челу са маршалом Јосипом Брозом Титом. Заседање је озаконило револуционарну власт — Народноослободилачки одбори (НОО) који су постали једини признати органи власти у земљу. Заседање је потврдило одлуке СНОС-а и ЗАВНОХ-а о прикључењу Југославији оних делова југословенске територије, које је Краљевина Италија анкетирала после Првог светског рата.

## Културно наслеђе НОБ-а
У партизанским редовима су били неки од најважнијих уметника и писаца Југославије 20. века, попут Владимира Назора, Ивана Горана Ковачића, Ђорђа Андрејевића Куна, Антуна Аугустинчића, Божидара Јакца, Јована Поповића, Бранка Ћопића, Мире Алечковић и Добрице Ћосића.
Због тога је искуство НОБ-а имало велики утицај на југословенску културу друге половине XX века, која се у великој мери не може објаснити простом владином пропагандом. Партизанска борба је исцрпно описана кроз мемоаре њених учесника, а касније су та искуства служила као основа за важна уметничка дела аутора као што су Бранко Ћопић, Јуре Каштелан, Јожа Хорват, Оскар Давичо, Антоније Исаковић, Добрица Ћосић, Михаило Лалић и други.
Стрипови који приказују партизанску борбу такође су били врло популарни и припадали су посебном аутохтоном жанру југословенске поп-културе. Познати су серијали српског сценаристе Ђорђа Лебовића и хрватског цртача Јулеса Радиловића („Партизани”), више серијала сценаристе Светозара Обрадовића и цртача Бранислава Керца (Поручник Тара, Троје несаломљивих и Курир Горан), појединачне приче Ивице Бедњанеца и Здравка Сулића... Ипак, најпопуларнији је био стрип намењен најмлађим читаоцима, „Мирко и Славко” Десимира Жижовића Буина и његових сарадника, штампан понекад и у 200.000 примерака.
Највидљивији облик партизанског наслеђа на простору бивше Југославије остао је низ споменика који славе њихову борбу. Неки од ових споменика су били жртве вандализма током распада СФРЈ, раних деведесетих.
Партизанска борба одразила се и на филмску уметност која је развила сопствени жанр у оквиру југословенске кинематографије, партизански филм, са корпусом незваничних правила и мотива, слично америчком вестерну или јапанском јидаигекију.